# Gerolamo De Franchi Toso (1585-1668)
Il Serenissimo Gerolamo De Franchi Toso (Genova, 6 gennaio 1585 – Genova, 1668) fu il 111º doge della Repubblica di Genova e re di Corsica.

## Biografia

### Primi anni

Stemma nobiliare dei Toso

Nacque nel capoluogo ligure il 6 gennaio del 1585 dai genitori Federico De Franchi Toso (doge di Genova nel biennio 1623-1625) e Maddalena Durazzo. Oltre al padre salirono al dogato il fratello minore Giacomo (1648-1650), con cui ebbe una forte rivalità politica, il nonno paterno Gerolamo e il nonno materno Giacomo Grimaldi Durazzo (1573-1575).
Addestrato all'uso delle armi e indirizzato agli studi retorici-letterari, la sua carriera istituzionale per la Repubblica di Genova iniziò nel 1618 quando fu designato commissario della fortezza del Priamar di Savona. Fu, però, una breve esperienza statale in quanto già nel 1620 Gerolamo De Franchi Toso intraprese un'attività più legata agli affari economici legandosi per diversi anni alla gestione finanziaria del Banco di San Giorgio dove, nel tempo, fu per tre volte protettore delle Compere. Durante le fasi cruciali della guerra del 1625 tra la Repubblica di Genova e il Ducato di Savoia, scoppiata durante il dogato del padre Federico, che si dimise dalla carica poco prima della naturale scadenza del mandato per facilitare le operazioni d'elezione del successore Giacomo Lomellini, il nome del figlio Gerolamo non compare in nessun "servizio di stato" o in ambito militare-difensivo confermando, quindi, il suo unico operato in campo economico presso il banco genovese. Ciò favorì all'accrescimento del già sostanzioso patrimonio personale e dei beni immobili, case e ville soprattutto, che in quegli anni acquistò nella zona levantina genovese tra Albaro e Nervi.
Con l'elezione del nuovo doge Giovanni Francesco Brignole Sale (1635-1637) fu estratto senatore della Repubblica al suo posto. Inserito tra i governatori, sempre nel 1635 Gerolamo De Franchi Toso fece parte del magistrato degli Inquisitori di Stato, un organo statale "provvisorio" istituito nel 1628 dal doge Giovanni Luca Chiavari dopo i vari tentativi di congiura da parte di alcuni nobili genovesi contro la stessa repubblica e che nel 1635 divenne magistrato perpetuo. Tra il 1637 e il 1642, scaduti i due mandati, fu nominato nell'ufficio dei Cambi, poi come padre del Comune e capitano del Bisagno e quindi ancora senatore della Repubblica dove si occupò della lotta contro i banditi.

### Il dogato e gli ultimi anni
Ricopriva la carica di presidente dell'ospedale di Pammatone Gerolamo De Franchi Toso quando l'8 settembre 1652 riuscì ad ottenere la maggioranza dei voti del Gran Consiglio per l'elezione a doge: la sessantaseiesima in successione biennale e la centoundicesima nella storia repubblicana. In qualità di doge fu investito anche della correlata carica biennale di re di Corsica.
Una nomina quella dogale che per ben due volte vide sfumare - nel 1644 e nel 1648 - alle quali, tra l'altro, si contrappose al fratello minore Giacomo: nelle elezioni del 1644 entrambi ebbero 153 voti contro i 159 voti dell'eletto doge Luca Giustiniani, mentre in quelle del 1648 non gli bastarono i 165 voti in suo favore per battere il fratello che salì al dogato con 172 voti; in questa frangente Gerolamo ricopriva la carica di sindacatore supremo.
Già malato di gotta ebbe una rovinosa caduta poco dopo la sua elezione; tuttavia riuscì a riprendersi completamente per l'incoronazione a doge prevista per sue disposizioni il 6 gennaio 1653.
Il dogato di Gerolamo De Franchi Toso, a differenza del mandato più "morbido" e "fedele rispettoso delle leggi repubblicane" del fratello Giacomo, fu più "autoritario" nelle scelte soprattutto in materia di giustizia e di "nuova sovranità indiscussa" della Genova repubblicana rispetto, ad esempio, al da sempre legame economico con la Spagna. Questa fu una "linea di comando" che si andò a costituire tra diversi esponenti della nobiltà "nuova" nel corso della prima metà del Seicento a seguito di diversi episodi che videro contrapposti i rapporti con gli Spagnoli e, allo stesso tempo, riallacciarsi temporaneamente con i Francesi proprio durante il suo dogato.
Terminato il mandato l'8 settembre 1654 dovette aspettare due anni prima di vedersi riconoscere procuratore perpetuo dal collegio dei supremi sindacatori (1656). Commissario di Sanità del capitaneato di Chiavari durante la pestilenza del 1657, presiedette altri uffici di governo e di commissione, tra questi quella del 1667 per la riforma del cerimoniale. Partecipò alle sedute del Senato della Repubblica fino al 28 agosto 1668; morì infatti poco dopo nel suo palazzo di piazza Banchi a Genova sul finire dell'anno. Per disposizioni testamentarie del 14 novembre 1660 volle farsi tumulare nella propria cappella costruita all'interno della chiesa di San Francesco d'Albaro e non in quella di San Francesco di Castelletto dove già si trovavano il padre Federico e i fratelli.

## Vita privata
Dal matrimonio con Brigida Moneglia ebbe i figli Cesare (a cui lasciò un cospicuo patrimonio tra beni e proprietà immobiliari), Angela e Giovan Benedetto.